# 監察醫 朝顏
《監察醫  朝顏》（日语：監察医 朝顔）是富士電視台於2019年7月8日開始播出的月九劇，改編自香川まさひと創作之同名漫畫。主演為上野樹里，也是繼2006年《交響情人夢》後上野樹里睽違13年再度回歸富士電視台月九時段戲劇演出。最終話播出的下週（2019年9月30日）同時段，播出了兩小時特別篇。
2020年3月，富士電視台宣布《監察醫 朝顏2》將於夏天上檔，此為富士電視台月九劇首次橫跨兩個季度播出。2020年7月28日，富士電視台再次宣布因受新型冠狀病毒疫情影響延檔至秋天播出。台灣由KKTV和LiTV 線上影視、friDay影音同步跟播。

## 劇情概要
萬木朝顏（上野樹里 飾）是一名見習法醫學者，她對遺體總是抱持認真的態度，為了查明死因找出證據，有時可能會超出面對工作的範疇。於此同時朝顏的父親萬木平（時任三郎 飾）則是一名資深刑警，也是朝顏的工作夥伴，朝顏負責解剖、平則負責搜查並解開謎題。自遺體中發掘「活著的證明」的過程，也拯救了還活著的人的內心。
然而朝顏與平仍有著耿耿於懷的過去：2011年3月11日的東日本大地震，至今仍行蹤不明的名單裡，朝顏的母親就是其中一人，因為母親連遺體都沒有留下，朝顏為了替母親尋找「活著的證明」而成為法醫，平至今也不時回到東北探詢妻子的下落。

### 與原作差異
- 原作設定主角朝顏的母親是在1995年阪神大地震中逝世，電視劇中主角萬木朝顏的母親則是在2011年的東日本大地震中失蹤。
- 原作中主角名為山田朝顏、父親名為山田萬平；電視劇中主角名為萬木朝顏、父親名為萬木平。

## 演員列表

### 興雲大學法醫學教室
- 萬木朝顏 - 上野樹里（粵語配音：鄭家蕙）

本作主角，興雲大學法醫學教室的新進法醫學者。30歲（婚前年齡）血型A型，與桑原真也交往中，學識優秀而毫無新手的生澀。
母親里子在東日本大地震中失蹤，此後與父親平相依為命，個性善良、情感纖細。在震災後受心理創傷影響無法再踏上東北土地。
第五集中與桑原結婚並生下女兒つぐみ，五年後一家三口仍與平生活在一起。
- 安岡光子 - 志田未來（第二集登場）（粵語配音：陳凱婷）

看上高時薪而來到法醫學教室打工的醫學生，不太看場合說話的性格曾坦承對法醫學毫無興趣，然而在協助法醫學教室的作業後漸漸轉變，讓人看見她的成長。
暱稱為「みっちゃん」。五年後的第六集開始，對新進的法醫學教室研究生熊田非常嚴厲。
- 高橋涼介 - 中尾明慶（粵語配音：黃尉斯）

檢驗技師，明亮單純的性格，有著不下法醫學者的優秀學識。
- 熊田祥太 - 田川隼嗣（日语：田川隼嗣）（第六集登場）

醫學部學生，本業是牙科，輔修法醫學。
- 藤堂繪美 - 平岩紙（粵語配音：王綺婷）

法醫牙科學者，能夠從遺體的牙齒治療痕跡推斷出死者身份的法醫學者，與雅史為夫婦，兩人育有一子，對外是完全掌握丈夫的強悍性格。
- 藤堂雅史 - 板尾創路（日语：板尾創路）（粵語配音：柯偉聰）

法醫學者，繪美的丈夫，平時說話是關西方言，看似軟弱的性格做事卻非常沉穩仔細。
- 夏目茶子 - 山口智子（粵語配音：馮詠恩）

與平在東日本大地震時相識，彼此熟識多年，個性隨和，對亡者真誠的態度深獲朝顏信賴。習慣用「私（わたくし）」自稱。很喜歡到海外旅行。

### 野毛山警署刑事暴力犯罪科
- 萬木平 - 時任三郎（粵語配音：羅偉亮）

刑警、朝顏的父親。
- 桑原真也 - 風間俊介（粵語配音：梁皓翔）

才升職沒多久的新科刑警，也是朝顏的男友，在朝顏坦承母親故事後向朝顏求婚。富有正義感、很容易代入他人情感的努力家，與朝顏結婚前就與未來的岳父平一起共事。
第五集中與朝顏結婚，與朝顏、女兒及岳父一起生活。第八集開始被調任到神奈川縣警署任職。
- 森本琢磨 - 森本慎太郎（SixTONES）（粵語配音：郭湛深）

刑警。
- 愛川江梨花 - 坂ノ上茜（日语：坂ノ上茜）（粵語配音：馮詠恩）

刑警。
- 岡島浩司 - 斉藤陽一郎（日语：斉藤陽一郎）（粵語配音：柯偉聰）

刑警。
- 山倉伸彦 - 戸次重幸（粵語配音：蔡威賢）

暴力犯罪科科長。
- 伊東純 - 三宅弘城（日语：三宅弘城） （出演至第五集，第十一集又出現）（粵語配音：郭湛深）

岡山縣出身的檢屍官。
- 丸屋大作 - 杉本哲太（第六集登場）（粵語配音：柯偉聰）

接替伊東的新任檢屍官。
- 沖田宗徳 - 藤原季節（日语：藤原季節）（粵語配音：蔡威賢）

鑑識員。
- 渡邊英子 - 宮本茉由（日语：宮本茉由）（粵語配音：馮詠恩）

鑑識員。

### 其他
- 淺井三郎 - きづき（日语：きづき）（粵語配音：郭湛深）

阿三文字燒（もんじゃ焼きさぶちゃん）店主，與朝顏從小相識。
- 小野佳代 - 喜多乃愛（日语：喜多乃愛）（粵語配音：王綺婷）

阿三文字燒（もんじゃ焼きさぶちゃん）店員。
- 淺井結衣 - 松長ゆり子（日语：松長ゆり子）（粵語配音：王綺婷）

淺井三郎的妻子。
- 淺井健 - 阿久津慶人（日语：阿久津慶人）（第六集登場）

三郎與結衣的長男。
- 淺井陽斗 - 遠藤千空（日语：遠藤千空）（第六集登場）

三郎與結衣的次男。
- 桑原亞美（桑原つぐみ） - 加藤柚凪（粵語配音：陳凱婷）

桑原與朝顏之女，登場時已經四歲。
- 神崎讓治 - 市川右團次（日语：市川右團次）（第八集登場）（粵語配音：蔡威賢）

神奈川縣警刑事1課刑警，平以前的夥伴。
- 萬木里子 - 石田光

朝顏的母親，有著溫暖又明亮的性格，平忙於工作時努力持家，玩笑般地說「道歉的時候至少要帶著花」卻也看出與平的夫妻情深。
東日本大地震時讓朝顏先行離去，自此八年間行蹤不明。
- 嶋田浩之 - 柄本明（粵語配音：蔡威賢）

朝顏的外祖父、里子的父親、平的岳父。寡言的性格只有在面對朝顏時才會開朗一些。
因為女兒失蹤而更加寡言，認為女兒已死而為女兒設了祭壇，對於至今仍不放棄尋找里子的平似乎頗有不滿。

### 客串

#### 第1季
第1話
- 櫻井惠子 - 山田キヌヲ（粵語配音：馮詠恩）
- 櫻井明彥 - 辻本耕志（粵語配音：柯偉聰）
- 櫻井早紀 - 粟野咲莉（粵語配音：陳凱婷）
- 瑞枝 - 千葉登喜代

第2話
- 鈴木良一 - 川瀨陽太（粵語配音：柯偉聰）
- 田所 - 高橋努（粵語配音：黃尉斯）
- 清水 - 笠松將（粵語配音：郭湛深）

第3話
- 井上雄一 - 森岡龍（粵語配音：蔡威賢）
- 井上幸二 - 三船海斗（粵語配音：黃尉斯）
- 矢神 - 宇梶剛士（粵語配音：蔡威賢）
- 本宮課長 - 神尾佑（粵語配音：郭湛深）
- 笠原和真 - 高野光希（粵語配音：郭湛深）
- 松田千佳 - 本間彩子（接續第四集）
- 本部的刑警 - 兒玉宣勝（粵語配音：蔡威賢）
- 川上由惠 - 瀧澤涼子（粵語配音：王綺婷）
- 四葉文具的課長 - 古凍雅浩（粵語配音：柯偉聰）

第4話
- 小野寺醫師 - 神野三鈴（粵語配音：王綺婷）
- 平造訪東北時與之搭話的女士 - 山下容莉枝（粵語配音：馮詠恩）
- 村田智樹 - 保里ゴメス
- 朝顏的婦產科醫師 - 高谷智子

第5話
- 中島雄平 - 岡田義徳
- 中島修三 - 菅野久夫（粵語配音：黃尉斯）

第6話
- 黑岩多江 - 片岡禮子
- 黑岩美咲 - 恒松祐里（粵語配音：王綺婷）
- 黑岩友里 - 小林星蘭
- 黑岩雅樹 - 岡部光祐（粵語配音：郭湛深）
- 被逮捕的小偷 - 上音島竜兵

第7話
- 白川亞里沙 - 有森也実（粵語配音：王綺婷）
- 石田季子 - 山本未來（粵語配音：馮詠恩）
- 大原 - 戸田昌宏（粵語配音：黃尉斯）
- 松永 ‐ 佐伯新
- 裁判長 - 宮地大介

第8話
- 山本達哉 - 渡邊翔太（Snow Man）（粵語配音：蔡威賢）
- 山本莉奈 - 小林由衣

第9話
- 麻衣 - 田中シェン（第10集登場）

第10話
- 赤井啓介 - 笠原秀幸（粵語配音：郭湛深）
- 醫大學生 - 戶塚純貴（粵語配音：黃尉斯）

最終話
- 吉野 - 村田雄浩
- 白石 - 児玉貴志
- 佐野 - 諫早幸作

#### 第2季
第1話
- 松本オリビア由美子（興雲大学 社会心理季教授） - 片桐はいり
- 佐藤祐樹（死者佐藤繪梨的丈夫） - 松田元太（Travis Japan）
- 佐佐木八重子（佐佐木的母親） - 梅澤昌代
- 佐佐木拓郎（被懷疑是痴漢的死者） - 一條恭輔

第2集
- 三輪（少年野球隊 監督）- 金ちゃん（鬼越トマホーク）
- 矢野諒・一馬（雙胞胎）- 池田優斗
- 矢野咲江（諒・一馬的祖母） - 柳谷ユカ
- 矢野浩史（諒・一馬的父親） - 西山悟

第3集
- 吉野佳奈（發現木乃伊化遺体的吉野紀夫的女兒）- 佐久間由衣

第4集
- 坂井美優（坂井亞衣的姐姐） - 高梨臨
- 坂井亞衣（被害者） - 椚ありさ

第5集
- 甲田奈奈子（雅子的女兒・第一發現者） - 池津祥子
- 甲田雅子（發現遺體的女性） - 田内周子
- 馬場（解剖醫） - 野添義弘
- 佐山（岩手縣警的刑事） - 才勝
- 宍戶慶介（有多處被玻璃傷的傷口男性的遺體） - 龍二
- 田村聖奈（桑原在咖啡店見過的女性） - 中村里帆（第6集、第7集）

第6集
- 五十嵐京介（神奈川縣警 監察官） - 松角洋平（第7集）
- 桐谷大和（聖奈的交往對象） - 坂本慶介（第7集）
- 藤堂大輔（藤堂與繪美的兒子） - 小山春朋（第7集）

第7集
- 望月克哉（桐谷的同伴） - 木原勝利

第8集
- 仲井戸修 - 野中隆光
- 浅野忠 - 森下能幸
- 浅野栞里 - 志水心音

第9集
- 小湊真由（被害者的大學生・模特兒） - 愛甲ひかり
- 吉永明日花（被害者的模特兒同伴） - 水野瑛
- 橘凛太朗（被傳的交往對象） - 宮内伊織

第12集
- 松野翠（被害者的母親）- 黒沢あすか

第13集
- 宮田市郎（被害者鄰居） - 赤楚衛二

## 製作團隊
- 原作 - 香川まさひと（原作）、木村直巳（繪）、佐藤喜宣（監製） （マンサンコミックス〈實業之日本社〉刊載）
- 劇本 - 根本ノンジ（日语：根本ノンジ）
- 音樂 - 得田真裕
- 主題歌 - 折坂悠太（日语：折坂悠太）「朝顔[4]」（Less+ Project）
- 法醫學監修 - 上村公一（東京醫科牙科大學）
- 法齒科取材 - 齋藤久子（千葉大學）、勝村聖子（鶴見大學）
- 警察監修 - 五社組（日语：チーム五社）
- 製作人 - 金城綾香
- 導演 - 平野真（日语：平野眞）、澤田鎌作（日语：澤田鎌作）
- 制作著作 - 富士電視台

## 播出集數

### 第一季
| 集數                                                                     | 放送日       | 中文標題                                                                       | 日文標題                      | 演出                       | 收視率 |
| ------------------------------------------------------------------------ | ------------ | ------------------------------------------------------------------------------ | ----------------------------- | -------------------------- | ------ |
| 第一集                                                                   | 2019年7月8日 | 法醫女兒與刑警父親的迥異標籤！ 拯救母親去世的少女...這個夏天最有意義的事       |                               | 平野真                     | 13.7%  |
| 第二集                                                                   | 7月15日      | 在夏天凍死!? 謎之不明身份遺體的結局是...                                       |                               | 平野真                     | 12.3%  |
| 第三集                                                                   | 7月29日      | 四具不明身份遺體...意外的真相!?                                                |                               | 澤田鎌作                   | 12.3%  |
| 第四集                                                                   | 8月5日       | 連續氰化鉀自殺...朝顏有生命危險!                                               |                               | 澤田鎌作                   | 12.3%  |
| 第五集                                                                   | 8月12日      | 第一章完結! 白骨遺體之謎...朝顏踏上了旅途                                      |                               | 平野真                     | 12.3%  |
| 第六集                                                                   | 8月19日      | 新章節開始! 朝顏成為母親...。征服夫妻殺人事件                                  |                               | 平野真                     | 14.4%  |
| 第七集                                                                   | 8月26日      | 關於母親的線索...朝顏在法庭上的困境                                            |                               | 澤田鎌作                   | 11.4%  |
| 第八集                                                                   | 9月2日       | 史上最悲傷的事件...不明的死因?                                                 |                               | 阿部雅和                   | 10.2%  |
| 第九集                                                                   | 9月9日       | 最終章Start! 失去法醫資格? 無法進行解剖                                        |                               | 平野真                     | 12.7%  |
| 第十集                                                                   | 9月16日      | 最終章之前! 朝顏醫師所說的生命講題...                                          |                               | 阿部雅和                   | 12.3%  |
| 最終話                                                                   | 9月23日      | 最後、完結！女兒與父親的生命故事... 在災害面前法醫能做的事情是!? 朝顏的淚水... |                               | 平野真                     | 13.3%  |
| 平均視聴率 12.6%（此收視率由Video Research根據關東地區家戶即時數據提供） |              |                                                                                |                               |                            |        |
| 特別篇                                                                   | 放送日       | 中文標題                                                                       | 日文標題                      | 演出                       | 收視率 |
| 特別篇                                                                   | 9月30日      |                                                                                | 特別編 〜夏の終わり、そして〜 | 阿部雅和 青木達也 保坂昭一 | 11.9%  |

### 播出記事
- 第一集延長30分鐘（21:00 - 22:24）。
- 第二集延長15分鐘（21:00 - 22:09）。
- 預定於7月22日播出的第三集，因7月18日發生的京都動畫縱火案影響，更改為播出第一集與第二集的精華篇，原第三集將移至7月29日播出。[5]
- 第七集受2019年世界柔道錦標賽（19:00 - 21:39 比預定延長45分鐘）影響而延遲45分鐘播出（21:45 - 22:39），關東地區則預先播出『接下來的朝顏』(21:39 - 21:45)。
- 第十集受2019年世界盃女子排球賽（19:00 - 21:49 比預定延長55分鐘）影響而延遲55分鐘播出（21:45 - 22:49），關東地區則預先播出『接下來的朝顏』(21:49 - 21:55)。
- 完結篇在2019年世界盃女子排球賽（19:00 - 20:54）及關東地區播出『接下來的朝顏』(20:54 - 21:00)後播出，並延長30分鐘（21:00 - 22:24）。

### 第二季
| 集數                                                                     | 放送日        | 中文標題                                                               | 日文標題                                                            | 演出     | 收視率 |
| ------------------------------------------------------------------------ | ------------- | ---------------------------------------------------------------------- | ------------------------------------------------------------------- | -------- | ------ |
| 第一集                                                                   | 2020年11月2日 | 法醫女兒與刑警父親和丈夫所編織的生命故事！ 行人天橋事故所隱藏的真相是… |                                                                     | 平野真   | 13.8%  |
| 第二集                                                                   | 11月9日       | 雙胞胎少年突然死亡！ 2人所隱藏的悲傷秘密是                             |                                                                     | 平野真   | 10.3%  |
| 第三集                                                                   | 11月16日      | 木乃伊化的屍體是20年前的凶手!?                                         |                                                                     | 阿部雅和 | 12.1%  |
| 第四集                                                                   | 11月23日      | 密室殺人的謎團! 知道朝顏的秘密                                         | [密室殺人の謎! 朝顔秘密を知る] 错误：{{Lang}}：缺少语言标签（帮助） | 阿部雅和 | 12.4%  |
| 第五集                                                                   | 11月30日      | 朝顏要往東北進行解剖!? 桑原夫妻…                                       |                                                                     | 平野真   | 10.0%  |
| 第六集                                                                   | 12月7日       | 桑原中槍!? 對朝顏而言的殘酷真相                                        |                                                                     | 三橋利行 | 11.4%  |
| 第七集                                                                   | 12月14日      | 桑原槍殺事件解決編！ 朝顏第1章在此完結                                 |                                                                     | 平野真   | 9.5%   |
| 第八集                                                                   | 12月21日      | 新章開始！ 朝顏與女兒開始2人生活…30年前的事件                          |                                                                     | 阿部雅和 | 10.1%  |
| 第九集                                                                   | 12月28日      | 女子大生連續刺殺事件在SNS暴走！                                        |                                                                     | 平野真   | 10.2%  |
| 第十集                                                                   | 2021年1月18日 | 解剖而受傷… 與傳染病努力拼鬥的法醫的辛酸                               |                                                                     | 阿部雅和 | 12.4%  |
| 第十一集                                                                 | 1月25日       | 隧道崩落事故! 對朝顏與桑原的衝撃結末                                   |                                                                     | 平野真   | 10.2%  |
| 第十二集                                                                 | 2月1日        | 亞美在那裏!? 離家出走的女兒的眼淚…那個人即將回來                       |                                                                     | 三橋利行 | 12.6%  |
| 第十三集                                                                 | 2月8日        |                                                                        |                                                                     | 阿部雅和 | 11.6%  |
| 第十四集                                                                 | 2月15日       |                                                                        |                                                                     | 平野眞   | 11.8%  |
| 第十五集                                                                 | 2月22日       |                                                                        |                                                                     | 阿部雅和 | 10.5%  |
| 第十六集                                                                 | 3月1日        |                                                                        |                                                                     | 三橋利行 | 11.1%  |
| 第十七集                                                                 | 3月8日        |                                                                        |                                                                     | 平野眞   | 12.4%  |
| 第十八集                                                                 | 3月15日       |                                                                        |                                                                     | 阿部雅和 | 13.0%  |
| 最終話                                                                   | 3月22日       |                                                                        |                                                                     | 平野眞   | 13.3%  |
| 平均視聴率 11.5%（此收視率由Video Research根據關東地區家戶即時數據提供） |               |                                                                        |                                                                     |          |        |

- 第一集延長30分鐘（21:00 - 22:24）。
- 第二集延長15分鐘（21:00 - 22:09）。
- 第九集延長54分鐘（21:00 - 22:48）。

### 新春SP
| 放送日                                                       | 中文標題 | 日文標題                                         | 演出     | 收視率 |
| ------------------------------------------------------------ | -------- | ------------------------------------------------ | -------- | ------ |
| 2021年1月11日                                                |          | 2時間SP!朝顔と桑原の出会いとなれ初めが初公開･･･! | 三橋利行 | 10.9%  |
| （視聴率はビデオリサーチ調べ、関東地区・世帯・リアルタイム） |          |                                                  |          |        |

### 2022スペシャル
| 放送日                                                       | 中文標題 | 日文標題 | 演出   | 收視率 |
| ------------------------------------------------------------ | -------- | -------- | ------ | ------ |
| 2022年9月26日                                                |          |          | 平野真 | 10.9%  |
| （視聴率はビデオリサーチ調べ、関東地区・世帯・リアルタイム） |          |          |        |        |

### 2025新春スペシャル
| 放送日                                                       | 中文標題 | 日文標題                          | 演出   | 收視率 |
| ------------------------------------------------------------ | -------- | --------------------------------- | ------ | ------ |
| 2025年1月3日                                                 |          | 父と娘、ついに永遠の別れを迎える… | 平野真 |        |
| （視聴率はビデオリサーチ調べ、関東地区・世帯・リアルタイム） |          |                                   |        |        |

## 外部連結
- 監察医 朝顔 - 富士電視台官方網站 （页面存档备份，存于）（日語）
- 監察医 朝顔2 - 富士電視台官方網站 （页面存档备份，存于）（日語）
- ストーリー・特別編  監察医 朝顔 - 富士電視台官方網站 （页面存档备份，存于）（日語）
- 監察醫 朝顏 2022SP（日語）
- 監察醫 朝顏 2025新春SP（日語）
- 【公式】フジ月9「監察医朝顔2」夏秋2クール放送！的X（前Twitter）（日語）
- 【公式】フジ月9「監察医朝顔2」夏秋2クール放送決定！的Instagram帳戶（日語）

| 日本 富士電視台 週一晚間九點連續劇                              | 日本 富士電視台 週一晚間九點連續劇                 | 日本 富士電視台 週一晚間九點連續劇         |
| --------------------------------------------------------------- | -------------------------------------------------- | ------------------------------------------ |
|                                                                 | 監察醫 朝顏 （2019年7月8日－2019年9月23日）        |                                            |
| X光室的奇蹟～放射科的診斷報告～ （2019年4月8日－2019年6月17日） | 夏洛克：未敘之章 （2019年10月7日－2019年12月23日） |                                            |
| 週一晚間九點連續劇                                              |                                                    |                                            |
| 無照律師 （2020年4月13日－2020年4月20日、7月27日－10月19日）    | 監察醫 朝顏2 （2020年11月2日－2021年3月22日）      | 鴉色刑事組 （2021年4月5日－2021年6月14日） |

| 臺灣 緯來日本台 星期一至五 22:00 - 23:00           | 臺灣 緯來日本台 星期一至五 22:00 - 23:00         | 臺灣 緯來日本台 星期一至五 22:00 - 23:00 |
| -------------------------------------------------- | ------------------------------------------------ | ---------------------------------------- |
|                                                    | 女法醫朝顏 （2020年4月14日－2020年4月30日）      |                                          |
| BG終極保鑣（重播） （2020年3月30日－2020年4月7日） | 法醫女王（重播） （2020年5月1日－2020年5月14日） |                                          |

| 臺灣 緯來綜合台 星期一至五 21:00 - 22:00  | 臺灣 緯來綜合台 星期一至五 21:00 - 22:00 | 臺灣 緯來綜合台 星期一至五 21:00 - 22:00 |
| ----------------------------------------- | ---------------------------------------- | ---------------------------------------- |
|                                           | 女法醫朝顏 （2020年8月12日－2020年）     |                                          |
| 偽裝不倫 （2020年7月29日－2020年8月11日） | —                                        |                                          |

| 香港 有線綜合娛樂台 星期六 20:00-21:00       | 香港 有線綜合娛樂台 星期六 20:00-21:00       | 香港 有線綜合娛樂台 星期六 20:00-21:00 |
| -------------------------------------------- | -------------------------------------------- | -------------------------------------- |
|                                              | 監察醫 朝顏 （2020年1月11日－2020年3月21日） |                                        |
| X光室的奇蹟 （2019年10月26日－2020年1月4日） | 取消劇集時段                                 |                                        |

| 香港 香港開電視 星期日 00:30-01:30           | 香港 香港開電視 星期日 00:30-01:30            | 香港 香港開電視 星期日 00:30-01:30 |
| -------------------------------------------- | --------------------------------------------- | ---------------------------------- |
|                                              | 監察醫 朝顏 （2021年10月3日－2021年12月12日） |                                    |
| X光室的奇蹟 （2021年6月20日－2021年9月26日） | 取消劇集時段                                  |                                    |